# Balocerus orientalis
Balocerus orientalis är en insektsart som beskrevs av Freytag och Morrison 1973. Balocerus orientalis ingår i släktet Balocerus och familjen dvärgstritar. Inga underarter finns listade i Catalogue of Life.